# Borophaga okellyi
Borophaga okellyi är en tvåvingeart som beskrevs av Schmitz 1937. Borophaga okellyi ingår i släktet Borophaga och familjen puckelflugor. Inga underarter finns listade i Catalogue of Life.